# Nalikajmy
Nalikajmy (deutsch Liekeim) ist ein Ort in der polnischen Woiwodschaft Ermland-Masuren. Er gehört zur Gmina Bartoszyce (Landgemeinde Bartenstein) im Powiat Bartoszycki (Kreis Bartenstein (Ostpr.)).

## Geographische Lage
Nalikajmy liegt sechs Kilometer südlich der polnischen Staatsgrenze zur russischen Oblast Kaliningrad (Gebiet Königsberg (Preußen)) in der nördlichen Mitte der Woiwodschaft Ermland-Masuren, 20 Kilometer südwestlich der früheren und heute auf russischem Hoheitsgebiet gelegenen Kreisstadt Friedland (russisch Prawdinsk) bzw. fünf Kilometer nördlich der heutigen Kreismetropole Bartoszyce (deutsch Bartenstein).

## Geschichte

### Ortsgeschichte
1339 wurde das damals Likai genannte große Gut gegründet. Es hieß nach 1339 Nalikeim, nach 1404 Naliekaymen, nach 1423 Nalykeim, nach 1478 Alykeim, nach 1570 Nalickeim, nach 1774 Lyckeim und erst nach 1785 Liekeim. 1764 wurde der preußische Militär Johann Christoph von Wegnern Gutsbesitzer auf Liekeim.
Am 11. Juli 1874 wurde Liekeim Amtsdorf und damit namensgebend für einen Amtsbezirk im Kreis Friedland, Regierungsbezirk Königsberg, der preußischen Provinz Ostpreußen. Die Zahl der Einwohner Liekeims einschließlich des Wohnplatzes Sagerlauken (polnisch Zagławki) belief sich im Jahre 1910 auf 161.
Am 30. September 1928 schlossen sich die Gutsbezirke Wieplack (polnisch Wipławki) und Liekeim zur neuen Landgemeinde Liekeim zusammen. Die Einwohnerzahl des so neu formierten Dorfs Liekeim veränderte sich bis 1933 auf 197 und bis 19939 auf 186.
Als 1945 in Kriegsfolge das gesamte südliche Ostpreußen an Polen fiel, erhielt Liekeim die polnische Namensform „Nalikajmy“. Heute ist der Ort Teil der Landgemeinde Bartoszyce (Bartenstein) im Powiat Bartoszycki (Kreis Bartenstein), von 1975 bis 1998 der Woiwodschaft Olsztyn, seither der Woiwodschaft Ermland-Masuren zugehörig. Im Jahre 2022 zählte Nalikajmy 85 Einwohner.

### Amtsbezirk Liekeim (1874–1945)
Der 1874 gebildete Amtsbezirk Liekeim bestand ursprünglich aus sechs Kommunen. Als 1929 der Amtsbezirk Markienen aufgelöst wurde, kamen zwei Orte hinzu. Am Ende und unter Berücksichtigung struktureller Veränderungen bestand der Amtsbezirk Liekeim aus vier Dörfern:
| Deutscher Name | Polnischer Name  | Anmerkungen                                                                 |
| -------------- | ---------------- | --------------------------------------------------------------------------- |
| Damerau        | Dąbrowa          |                                                                             |
| Groß Kärthen   | Kiertyny Wielkie | 1928 nach Markienen eingemeindet                                            |
| Legienen       | Leginy           |                                                                             |
| Liekeim        | Nalikajma        |                                                                             |
| Siddau         | Żydowo           |                                                                             |
| Wieplack       | Wipławki         | 1928 nach Liekeim eingegliedert                                             |
| ab 1929:       |                  |                                                                             |
| Loyden         | Łojdy            | vorher Amtsbezirk Markienen, 1937 in den Amtsbezirk Spittehnen umgegliedert |
| Markienen      | Markiny          | 1937 zum Amtsbezirk Spittehnen                                              |

Im Jahre 1945 bildeten nur noch die Gemeinden Damerau, Legienen, Liekeim und Siddau den Amtsbezirk Liekeim.

### Sagerlauken (Zagławki)
Geographische Lage von Sagerlauken (Zagławki)
Der nördlich von Liekeim gelegene Gutshof Sagerlauken (polnisch Zagławki) war ab 1820 ein Wohnplatz des Gutsbezirks bzw. der Landgemeinde Liekeim. Der kleine Ort wurde ab 1475 erwähnt, damals als Sagerlacken, nach 1570 als Sagerlaucken und nach 1774 als Sagerlauken. Im Jahre 1905 zählte Sagerlauken elf Einwohner.
Unter der polnischen Bezeichnung Zagławki wurde der Ort nach 1945 offiziell nicht mehr erwähnt. Er wurde wohl nicht mehr besiedelt, ist andernfalls im Dorf Nalikajmy aufgegangen.

## Kirche
Bis 1945 war Liekeim mit Sagerlauken in die evangelische Kirche St. Johann in Bartenstein (polnisch Bartoszyce) in der Kirchenprovinz Ostpreußen der Kirche der Altpreußischen Union, außerdem in die Bartensteiner römisch-katholische Kirche St. Bruno  im damaligen Bistum Ermland eingepfarrt.
Heute gehört Nalikajmy katholischerseits zu Bartoszyce (Bartenstein) im jetzigen Erzbistum Ermland, evangelischerseits zur Kirchengemeinde in Bartoszyce, die jetzt eine Filialgemeinde von Kętrzyn (Rastenburg) in der Diözese Masuren der Evangelisch-Augsburgischen Kirche in Polen ist.

## Verkehr
Nalikajmy liegt am Endpunkt einer Nebenstraße, die in der Stadt Bartoszyce von der polnischen Landesstraße 51 (hier ehemalige deutsche Reichsstraße 128) abzweigt und über Dąbrowa (Damerau) nach hier führt.  Von der Woiwodschaftsstraße 512 (frühere Reichsstraße 142) bei Żydowo (Siddau) führt eine Straße direkt nach Nalikajmy. Zur Ortsstelle Sagerlauken, die nicht mehr erkennbar ist, führt von Nalikajmy ein Verbindungsweg.
Liekeim verfügt nicht über einen Bahnanschluss.